# Nevile Henderson

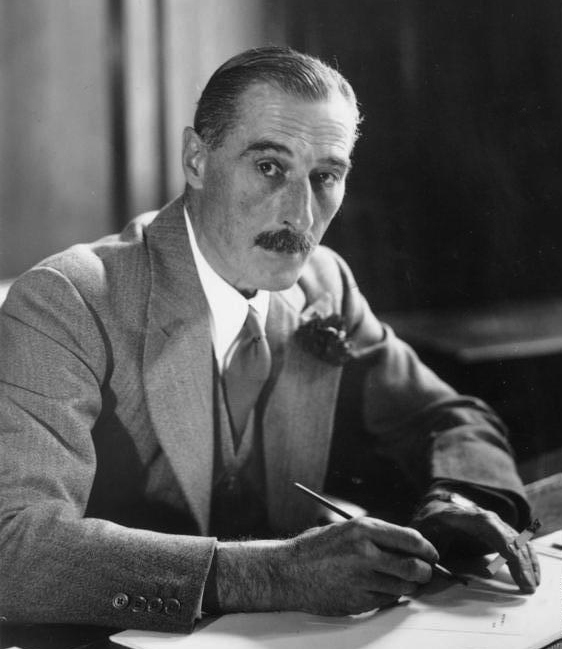
Nevile Henderson (1937)

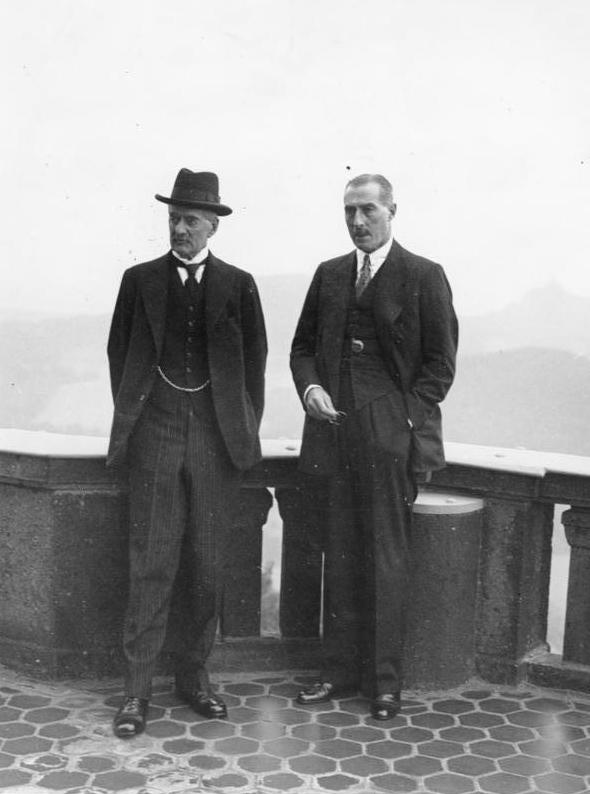
Nevile Henderson (rechts) mit Neville Chamberlain bei der Vorbereitung des Münchner Abkommens 1938

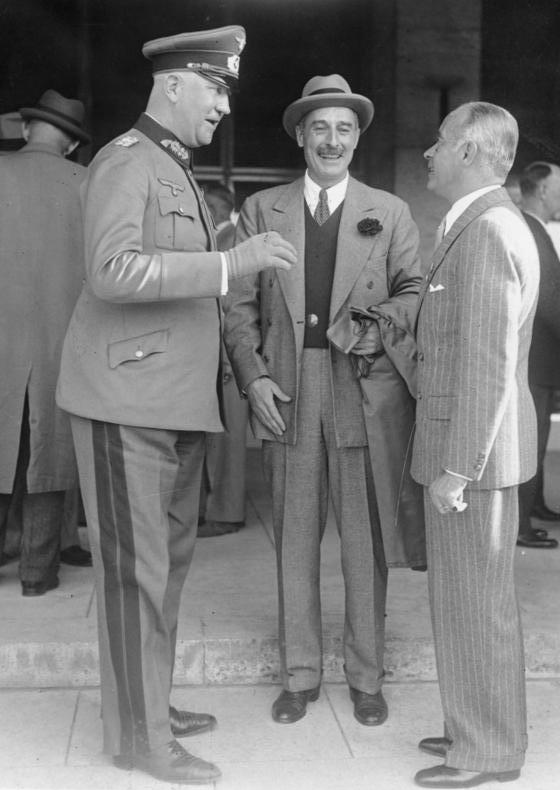
Nevile Henderson (Mitte) mit Friedrich Fromm (links) und Hans von Tschammer und Osten (rechts) (1938)

Sir Nevile Meyrick Henderson KCMG (* 10. Juni 1882 in Sedgwick Park bei Horsham; † 30. Dezember 1942 in London) war von 1937 bis 1939 britischer Botschafter in Deutschland. Er war eine der Hauptfiguren der Appeasement-Politik der Chamberlain-Regierung.

## Leben

### Frühe Stationen
Er trat 1905 in den diplomatischen Dienst ein und war von 1928 bis 1929 Gesandter in Frankreich, 1929 bis 1935 in Belgrad. 1935 wurde er Botschafter in Buenos Aires.

### Botschafter in Berlin
1937 wurde er britischer Botschafter in Berlin. Dort unterstützte er engagiert die britische Appeasement-Politik gegenüber dem Deutschen Reich. Henderson war der Überzeugung, Adolf Hitler sei kontrollierbar und wäre zu Frieden und Kooperation mit den westlichen Staaten zu bewegen.
1938 bewegte er Arthur Neville Chamberlain zum Münchner Abkommen. Im Februar 1939 teilte er dem auswärtigen Amt in London mit: 

„Wenn wir ihn [Hitler] richtig behandeln, so glaube ich, dass er allmählich friedlicher wird. Aber wenn wir ihn als Aussätzigen oder Verrückten behandeln, werden wir ihn endlich und unwiderruflich in einen verwandeln.“

Als er am Morgen des 31. August 1939 informiert wurde, dass Hitler den Angriffsbefehl auf Polen erteilen werde, falls die polnische Regierung nicht bis 12 Uhr der Entsendung eines Unterhändlers nach Berlin zugestimmt habe, versuchte er vergeblich durch zwei Abgesandte, über seinen polnischen Kollegen Józef Lipski in letzter Minute Polen zum Nachgeben zu überreden. Nach dem deutschen Überfall musste er am 3. September 1939 um neun Uhr dem deutschen Außenminister Joachim von Ribbentrop ein auf elf Uhr befristetes britisches Ultimatum überreichen, das den britischen Kriegseintritt ankündigte.

### Nach Kriegsausbruch
Nach seiner Rückkehr nach London hatte er um eine neue Verwendung als Botschafter gebeten, für den er aufgrund seiner Erfahrungen geeignet sei. Das Außenministerium ließ mitteilen, dass es keinen solchen Posten gebe. Außerdem schrieb Henderson das Buch Failure of Mission: Berlin 1937–1939, das 1940 erschien.  Er fand darin noch immer Worte des Lobes für die Führungsriege Deutschlands, Hermann Göring eingeschlossen. Ein weiteres Werk, Water under the Bridges, erschien postum 1945, deutsch 1949.

„Nachdem er kurz vor Kriegsausbruch von Hitler empfangen worden war, erklärte Henderson, er wisse nicht, was er von ‚diesem Führer‘ zu halten habe. Da zittere ganz Europa in Erwartung eines Krieges, Hitler aber habe ihm gegenüber nur darüber gejammert, wie überdrüssig er aller Politik sei und dass er so schnell wie möglich zur Malerei zurückkehren wolle.“

1942 starb Henderson im Alter von nur 60 Jahren an Krebs.

## Schriften
- Henderson, N. (1941). Failure of a Mission: Berlin 1937–1939. London: Readers Union.
- Henderson, N. (1945). Water under the Bridges. London: Hodder & Stoughton.